# Kenzo Kitakata
Kenzo Kitakata (?, 北方 謙三, Kitakata Kenzō; Karatsu, 26 ottobre 1947) è uno scrittore giapponese.

## Biografia
Nato nel 1947 a Karatsu, prefettura di Saga, ha studiato legge all'Università Chuo di Tokyo.
Ha esordito nel 1981 con Chōshō Harukanari e in seguito ha pubblicato numerose opere Hard boiled pluripremiate e alcuni romanzi storici.
Presidente del Mystery Writers of Japan dal 1997 al 2001, nel 1994 il regista Tatsumi Kumashiro ha trasposto il suo romanzo Bō no Kanashimi nell'omonia pellicola cinematografica.

## Opere principali

### Romanzi
- Chōshō Harukanari (弔鐘はるかなり?) (1981)
- Nogare no Machi (逃がれの街?) (1982)
- Kusari (鎖?) (1983)
- Manatsu no Sōretsu (真夏の葬列?) (1983)
- Au ni wa Tōsugiru (逢うには、遠すぎる?) (1983)
- Tokyo noir (Ori (檻?), 1983), Roma, Newton Compton, 2009 traduzione di Paolo Falcone ISBN 978-88-541-1303-9.
- Tomo yo, Shizuka ni Nemure (友よ、静かに瞑れ?) (1984)
- Kimi ni Ketsubetsu no Toki o (君に訣別の時を?) (1984)
- Kawaki no Machi (渇きの街?) (1984)
- Kako Rimembā (過去 リメンバー?) (1984)
- Are wa Maboroshi no Hata Datta no ka (あれは幻の旗だったのか?) (1984)
- Yagate Fuyu ga Owareba (やがて冬が終われば?) (1984)
- Yoru yori Tōi Yami (夜より遠い闇?) (1984)
- Asu Naki Machikado (明日なき街角?) (1985)
- Kuroi Doresu no Onna (黒いドレスの女?) (1985)
- Retsujitsu (烈日?) (1985)
- Futari dake no Kunshō (二人だけの勲章?) (1985)
- Sabi (錆?) (1985)
- Yoru yo Omae wa (夜よおまえは?) (1985)
- Warera ga Toki no Kagayaki (われらが時の輝き?) (1986)
- Furueru Tsume (ふるえる爪?) (1986)
- Tamashii no Kishibe (魂の岸辺?) (1986)
- Kiba (牙?) (1986)
- Fuyu koso Kemono wa Hashiru (冬こそ獣は走る?) (1986)
- Gyakkō no Onna (逆光の女?) (1987)
- Yoru no Owari (夜の終り?) (1987)
- Gusha no Machi (愚者の街?) (1987)
- Hyōteki (標的?) (1987)
- Itsuka Toki ga Nanji o (いつか時が汝を?) (1988)
- Kaenju (火焔樹?) (1989)
- Kizu Darake no Maseratti (傷だらけのマセラッティ?) (1989)
- Aki Hoteru (秋ホテル?) (1990)
- Bō no Kanashimi (棒の哀しみ?) (1990)
- Mizuiro no Inu (水色の犬?) (1991)
- Sabita Bui (錆びた浮標?) (1992)
- Omei no Hiroba (汚名の広場?) (1993)
- Yakusoku (約束?) (1994)
- Waga Sakebi Tōku (わが叫び遠く?) (1994)
- Soshite Kare ga Shinda (そして彼が死んだ?) (1994)
- Yukidomari (行きどまり?) (1994)
- Kare ga Ōkami datta Hi (彼が狼だった日?) (1995)
- Saikai (再会?) (1995)
- Fuyu no Nemuri (冬の眠り?) (1996)
- Yoru o Machinagara (夜を待ちながら?) (1999)
- Hakujitsu (白日?) (1999)
- Gitai (擬態?) (2001)
- Baien (煤煙?) (2003)

### Raccolte di racconti
- Kiro (帰路?) (1988)
- Itsuka Hikari wa Nioite (いつか光は匂いて?) (1993)
- Kōsu Agein [Course Again] (コースアゲイン?) (2002)

## Premi e riconoscimenti
- Japan Adventure Fiction Association Prize: 1982 vincitore con Nemuri Naki Yoru e 1983 con Tokyo noir
- Mystery Writers of Japan Award: 1985 vincitore nella categoria "Miglior romanzo" con Kawaki no Machi